# Jezuitské misie La Santísima Trinidad del Paraná a Jesús de Tavarangué
La Santísima Trinidad del Paraná a Jesús de Tavarangué je dvojice jezuitských redukcí na území dnešního Paraguaye. Nacházejí se na jihovýchodě státu v departementu Itapúa. Mezi sebou je dělí vzdálenost zhruba 10 km.

## Historie
Redukce byly zakládány v 17. a 18. století uprostřed tropického pralesa mezi řekami Uruguay a Paraná jezuity s účelem evangelizovat domorodé obyvatelstvo kmene Guaraní. V průběhu času vzniklo 30 redukcí na území dnešních států Paraguay, Argentina a Brazílie. Ve všech redukcích panoval velmi podobný řád. Jezuité vytvořili velmi propracovaný model společnosti, který řešil otázky ekonomiky (rozdělení práce, výroba předmětů každodenní potřeby, pěstování plodin), náboženství i kulturu. Jedním ze základních principů fungování redukcí bylo společné vlastnictví. Jednotlivé redukce byly silně nezávislé na španělské koloniální správě, díky čemuž si vysloužily přirovnání ke „státu ve státě“. V roce 1767 vyhostil španělský král Karel III. jezuity ze Španělska i ze všech kolonií. Jezuité tedy opustili i tyto redukce, které krátce po jejich odchodu zpustly.
La Santísima Trinidad del Paraná (přesné zeměpisné souřadnice 27°7′56″ j. š., 55°42′7″ z. d.) a Jesús de Tavarangué (27°3′22″ j. š., 55°45′11″ z. d.) patří k nejvýznamnějším a nejzachovalejším v Paraguayi, 6 dalších redukcí na území Argentiny a Brazílie je taktéž zapsáno na seznamu světového dědictví UNESCO pod názvem Jezuitské misie na území Guaraní.

## Galerie

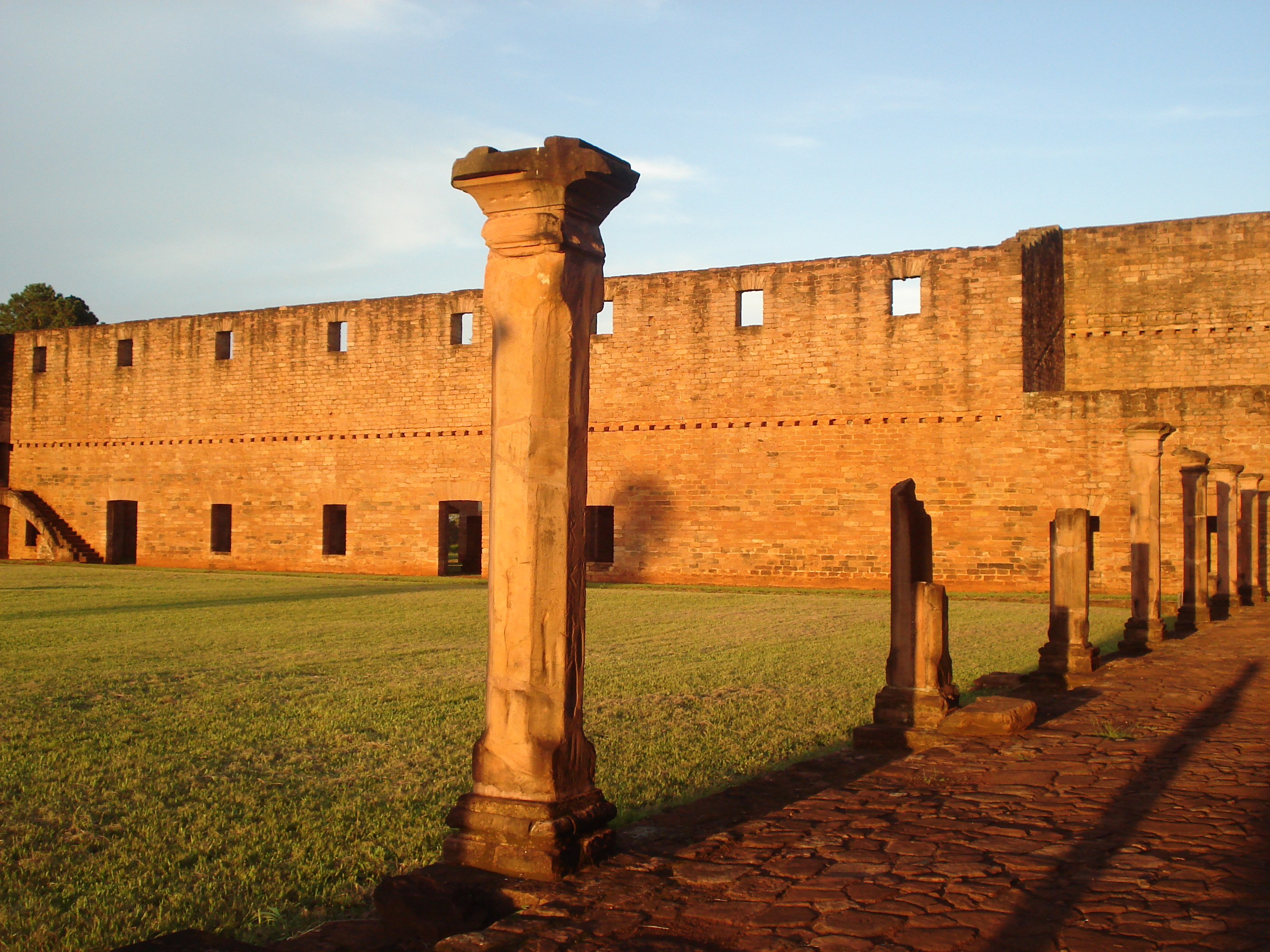
Jesús de Tavarangué
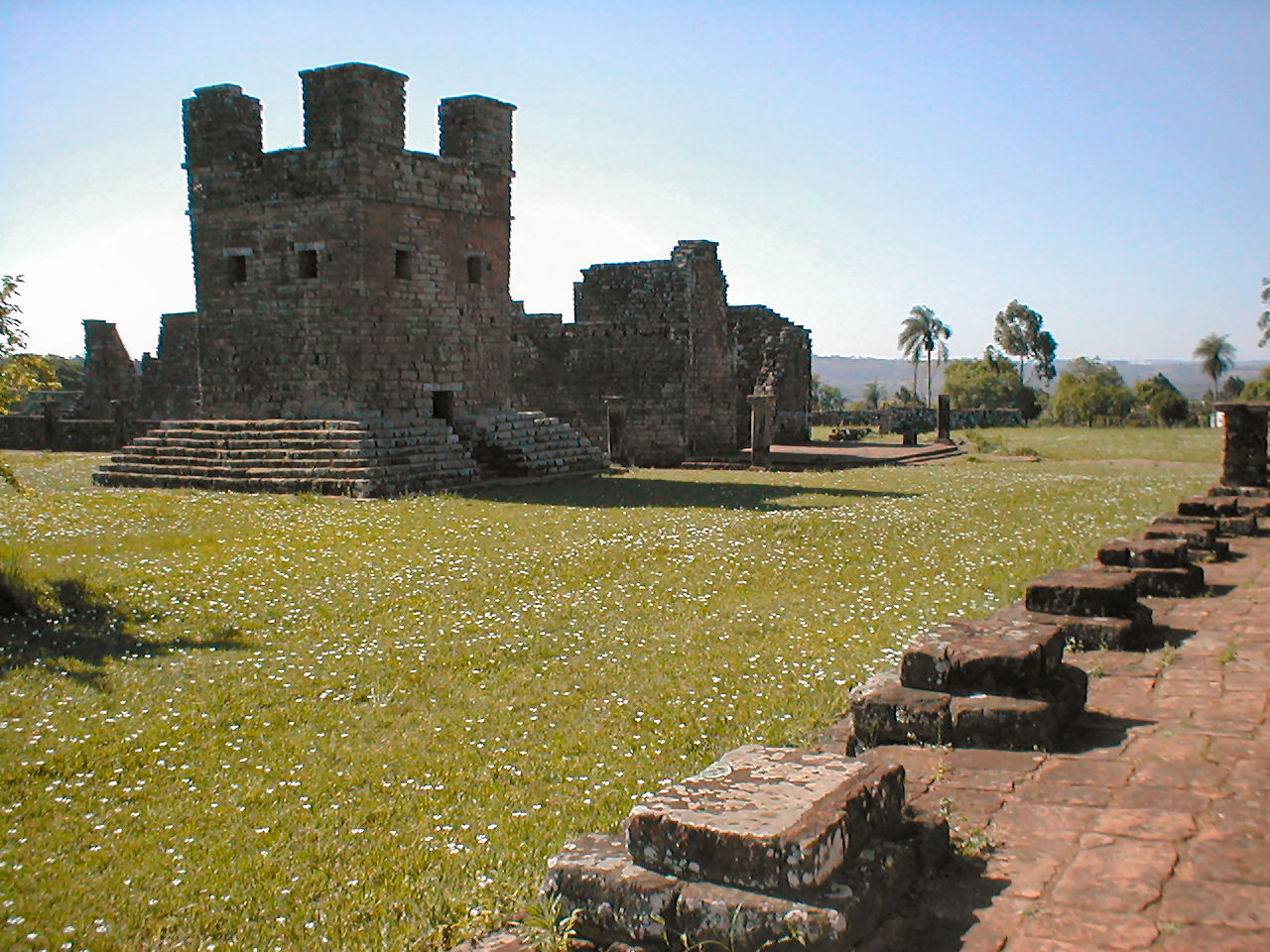
La Santísima Trinidad del Paraná
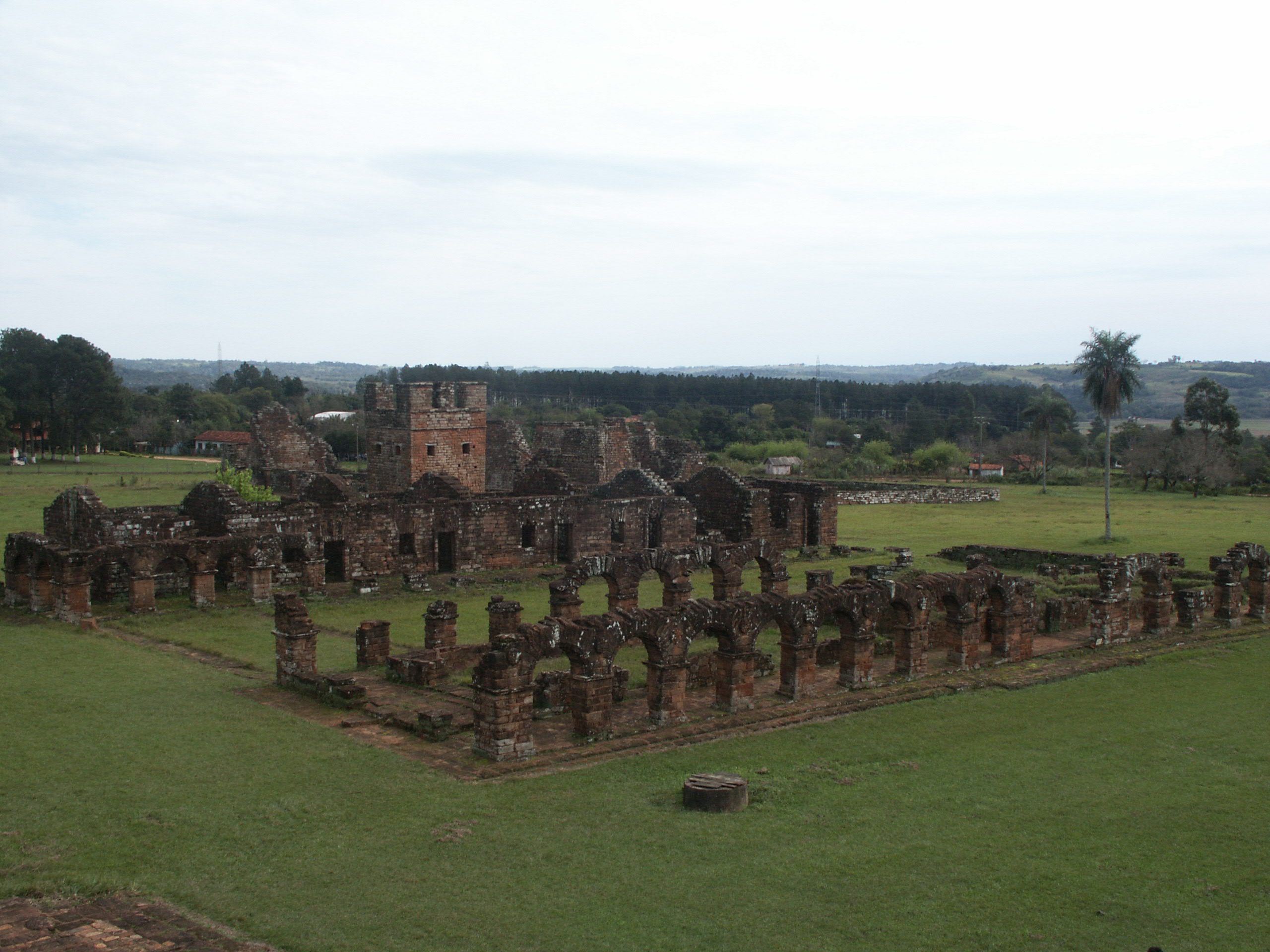
La Santísima Trinidad del Paraná
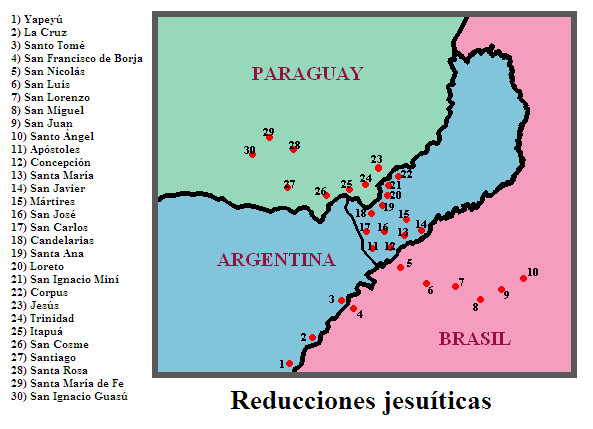
Mapa všech jezuitských redukcí u kmene Guaraní